# Allstedt
Allstedt (pronunciación en alemán: /ˈalˌʃtɛt/ⓘ) es una localidad alemana del estado federado de Sajonia-Anhalt. Se encuentra en la ribera del río Helme, el cual es afluente del río Unstrut. La ciudad más cercana es Sangerhausen, a 10 km al sureste.
Este poblado fue mencionado por primera vez en el año de 777 como «Altsedi».